# 福氏擬雀鯛
福氏擬雀鯛為鱸形目鱸亞目擬雀鯛科的其中一種，為熱帶海水魚，分布於中西太平洋印尼及菲律賓海域，深度0-2公尺，本魚體延長，背鰭硬棘3枚；背鰭軟條23-25枚；臀鰭硬棘3枚；臀鰭軟條13-14枚，體長可達5.3公分，棲息在潮池或淺海珊瑚礁，生活習性不明。

## 擴展閱讀
維基物種上的相關：福氏擬雀鯛